# Sophia Lillis
Sophia Lillis est une actrice américaine, née le 13 février 2002 à New York.

## Biographie

### Enfance et formation
Sophia Lillis est née dans le quartier de Crown Heights dans l’arrondissement de Brooklyn à New York. À sept ans, elle commence, en prenant des cours au Lee Strasberg Theatre and Film Institute.

### Carrière
En 2014, elle joue au théâtre dans une adaptation de la pièce A Midsummer Night's Dream de William Shakespeare, dans une mise en scène de Julie Taymor - une captation du spectacle est projetée en salles.
En 2016, elle est engagée pour le film dramatique 37 de Puk Grasten.
En 2017, elle prête ses traits au personnage Beverly Marsh pour le film d'horreur Ça (It), une adaptation du roman de Stephen King, dirigé par Andrés Muschietti.
En 2018, elle est choisie pour interpréter la version enfant de Camille Preaker, jouée par Amy Adams en tant qu'adulte, dans la série télévisée Sharp Objects sur la chaîne HBO.
En 2019, elle reprend son rôle de Beverly Marsh pour la suite intitulée Ça : Chapitre 2 (It Chapter Two) du même réalisateur.
En 2020, elle interprète Sydney dans I Am Not Okay with This, série réalisée par Jonathan Entwistle et diffusée sur Netflix le 26 février.

## Filmographie

### Cinéma

#### Longs métrages
- 2016 : 37 de Puk Grasten : Debbie Bernstein
- 2017 : Ça (It) d’Andrés Muschietti : Beverly « Bev » Marsh, jeune
- 2019 : Ça : Chapitre 2 (It Chapter Two) d’Andrés Muschietti : Beverly « Bev » Marsh, jeune
- 2019 : Nancy Drew and the Hidden Staircase de Katt Shea : Nancy Drew
- 2020 : Gretel and Hansel d’Oz Perkins : Gretel
- 2020 : Uncle Frank d’Alan Ball : Beth Bledsoe
- 2020 : The Burning Season de Claire McCarthy : Celia
- 2023 : Donjons et Dragons : L'Honneur des voleurs (Dungeons & Dragons: Honor Among Thieves) de Jonathan Goldstein et John Francis Daley : Doric, la druide
- 2023 : Asteroid City de Wes Anderson : Shelly
- 2023 : The Adults de Dustin Guy Defa : Maggie

#### Courts métrages
- 2014 : The Lipstick Stain de Dagny Looper : Addie
- 2016 : The Garden de Natalia Iyudin : Luc
- 2017 : Tiny Mammals de Dagny Looper : Sophia

### Séries télévisées
- 2017 : Movie Trivia Schmoedown : Lights Out (2 épisodes)
- 2017 : Sharp Objects : Camille, jeune (8 épisodes)
- 2020 : I Am Not Okay With This : Sydney Novak (7 épisodes)

### Clip
- 2017 : Santa's Coming for Us de Sia, réalisé par Marc Klasfeld